# 查美·麥基爾
占士·查理斯·"查美"·麥基爾（英語：James Charles "Jamie" Mackie，1985年9月22日—）是一名出生於英格蘭的職業足球員，司職前鋒，現效力英甲球會牛津聯。

## 生平

### 球會
早年
麥基爾在非聯賽球隊利茲海德（Leatherhead）開始踢球，於2003年以學徒球員身份加入溫布頓，於同年12月首次為一隊處子上陣。其後隨同改組的球隊遷移到米爾頓凱恩斯，但苦無出場機會，於2005年8月轉投當時仍身處議會全國聯賽的艾斯特城。於加盟首季曾被短暫外借到瑟頓聯（Sutton United），及後逐漸鞏固一隊席位，為球隊在各項賽事上陣近100場及射入超過20球，引起其他球隊對他的潛質注目。
普利茅夫
在麥基爾提出轉會要求後，普利茅斯足球俱乐部擊退布里斯托城、诺里奇城、布里斯托流浪及車頓咸，於2008年1月轉會窗成功取得麥基爾加盟，初步轉會費為14萬5,000英鎊。2月12日首次為普利茅夫披甲登場，在對班士利時後備入替，上陣僅11秒即射入首個入球，打破東尼·溫達（Tony Witter）的63秒舊紀錄，成為普利茅夫歷來處子秀最快入球的球員，其後他增添多一球為球隊鎖定3-0勝局，為個人替普利茅夫首場上陣寫上完美句號。在餘下球季麥基爾再獲派上陣13場，主要擔任後補，於4月10日對普雷斯頓射入第三個入球。
2008/09年球季麥基爾開始確立其一隊球員席位，在各項賽事上陣45場及射入5球，包括主場對雷丁於25碼勁射破網。麥基爾在普利茅夫初時被視為「超級後備」，直到2009/10年球季真正鞏固正選席位，上陣44場及射入8球，但仍不足以扭轉普利茅夫在季後降班到英甲的命運。
昆士柏流浪
2010年5月麥基爾簽約四年加盟英冠球會昆士柏流浪，轉會費沒有透露。他於開季即表現出色，首場上陣4-0擊敗班士利取得首個入球。直到9月中於首7場聯賽射入8球，包括對葉士域治及莱斯特城均梅開二度，高據英冠聯賽神射手榜首席位。10月7日由於其在九月份射入5球的表現，麥基爾獲選「英冠每月最佳球員」。
諾定咸森林
2013年7月25日，英冠球會諾定咸森林以100萬英鎊轉會費從降落英冠作賽的昆士柏流浪購入麥基爾，合約為期三年。

### 國家隊
2010年8月24日麥基爾表示願意代表蘇格蘭參加國際賽，由於他的祖父來自（Kilmarnock），故此有資格代表蘇格蘭，翌日蘇格蘭領隊（Craig Levein）表示會徵召麥基爾入伍出戰10月份對捷克及西班牙兩場賽事，9月30日正式獲選入伍。

## 外部連結
- 查美·麥基爾於諾定咸森林官網簡歷
- 普利茅夫官網：查美·麥基爾簡歷
- 足球数据库：查美·麥基爾的球员统计数据